# Liste der Nummer-eins-Hits in Kanada (1985)
Diese Liste enthält alle Nummer-eins-Hits in Kanada im Jahr 1985. Es gab in diesem Jahr 33 Nummer-eins-Singles und zehn Nummer-eins-Alben.
| Singles | Alben |
| --- | --- |
| - The Honeydrippers – Sea of Love - 2 Wochen (22. Dezember 1984 – 4. Januar 1985) - Band Aid – Do They Know It’s Christmas? - 2 Wochen (5. Januar – 18. Januar) - Madonna – Like a Virgin - 1 Woche (19. Januar – 25. Januar) - George Michael & Wham! – Careless Whisper - 2 Wochen (26. Januar – 8. Februar) - Phil Collins & Philip Bailey – Easy Lover - 2 Wochen (9. Februar – 22. Februar) - Foreigner – I Want to Know What Love Is - 3 Wochen (23. Februar – 15. März) - Phyllis Nelson – Move Closer - 1 Woche (16. März – 22. März) - Phil Collins – One More Night - 1 Woche (23. März – 29. März) - Tears for Fears – Shout - 4 Wochen (30. März – 12. April) - REO Speedwagon – Can’t Fight This Feeling - 1 Woche (13. April – 19. April) - Northern Lights – Tears Are Not Enough - 2 Wochen (20. April – 3. Mai) - USA for Africa – We Are the World - 3 Wochen (4. Mai – 24. Mai) - Madonna – Crazy for You - 1 Woche (25. Mai – 31. mai) - Simple Minds – Don’t You (Forget About Me) - 1 Woche (1. Juni – 7. Juni) - Tears for Fears – Everybody Wants to Rule the World - 1 Woche (8. Juni – 14. Juni) - Wham! – Everything She Wants - 2 Wochen (15. Juni – 28. Juni) - Duran Duran – A View to a Kill - 1 Woche (29. Juni – 5. Juli) - Corey Hart – Never Surrender - 4 Wochen (6. Juli – 2. August) - Paul Young – Every Time You Go Away - 1 Woche (3. August – 9. August) - Dead or Alive – You Spin Me Round (Like a Record) - 2 Wochen (10. August – 23. August) - Huey Lewis & the News – The Power of Love - 1 Woche (24. August – 30. August) - Tina Turner – We Don’t Need Another Hero - 1 Woche (31. August – 6. September) - Platinum Blonde – Crying over You - 1 Woche (7. September – 13. September) - John Parr – You Spin Me Round (Like a Record) - 2 Wochen (14. September – 4. Oktober) - Mick Jagger & David Bowie – Dancing in the Street - 2 Wochen (5. Oktober – 18. Oktober) - Kool & the Gang – Cherish - 1 Woche (19. Oktober – 25. Oktober) - Dire Straits – Money for Nothing - 1 Woche (26. Oktober – 1. November) - Stevie Wonder – Part-Time Lover - 2 Wochen (2. November – 15. November) - Ready for the World – Oh Sheila - 1 Woche (16. November – 22. November) - Phil Collins & Marilyn Martin – Separate Lives - 2 Wochen (23. November – 6. Dezember) - Starship – We Built This City - 1 Woche (7. Dezember – 13. Dezember) - Mr. Mister – Broken Wings - 1 Woche (14. Dezember – 20. Dezember) - Lionel Richie – Say You, Say Me - 4 Wochen (21. Dezember 1985 – 17. Januar 1986) | - Honeydrippers – The Honeydrippers: Volume One - 3 Wochen (12. Januar – 25. Januar) - Wham! – Make It Big - 4 Wochen (26. Januar – 22. Februar, insgesamt 5 Wochen) - Bryan Adams – Reckless - 2 Wochen (23. Februar – 8. März) - Wham! – Make It Big - 1 Woche (9. März – 15. März, insgesamt 5 Wochen) - Phil Collins – No Jacket Required - 4 Wochen (16. März – 12. April, insgesamt 8 Wochen) - Tears for Fears – Songs from the Big Chair - 2 Wochen (13. April – 26. April, insgesamt 9 Wochen) - Phil Collins – No Jacket Required - 4 Wochen (27. April – 24. Mai, insgesamt 8 Wochen) - USA for Africa – We Are the World - 3 Wochen (25. Mai – 7. Juni) - Tears for Fears – Songs from the Big Chair - 7 Wochen (8. Juni – 26. Juli, insgesamt 9 Wochen) - Corey Hart – Boy in the Box - 7 Wochen (27. Juli – 13. September, insgesamt 9 Wochen) - Dire Straits – Brothers in Arms - 8 Wochen (14. September – 8. November) - Miami Vice (Soundtrack) - 3 Wochen (9. November – 29. November) - ZZ Top – Afterburner - 4 Wochen (30. November – 28. Dezember) |